# جربان (السدة)

تعديل مصدري - تعديل

جربان محلة تابعة لقرية بيت علاية، التابعة لعزلة التويتي بمديرية السدة إحدى مديريات محافظة إب في الجمهورية اليمنية.، بلغ تعداد سكانها 55 حسب تعداد اليمن لعام 2004.